# MAN SE
MAN SE (Maschinenfabrik Augsburg-Nürnberg SE) és una empresa alemanya que actua en el sector del transport. Amb seu a Múnic, MAN és coneguda per la producció d'autobusos i camions, però a més té altres camps d'activitats com motors diesel o maquinària turbo.

## Història

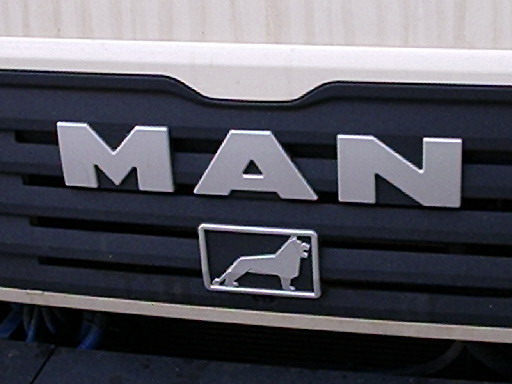
Logotip de MAN amb el lleó en un camió.

L'origen de l'empresa es remunta a l'any 1758 amb la creació d'una de les primeres fàbriques d'acer a la regió del Ruhr. El 1906 Rudolf Diesel desenvolupa els seus motors a l'empresa Maschinenfabrik Augsburg. Avui MAN és capdavanter europeu en la producció d'equipaments tècnics i vehicles industrials. Opera a 120 països diferents. Els seus 51.300 empleats estan generant vendes de gairebé 15 mil milions € (Any 2008).
La companyia va ser fundada l'any 1920 com Ferrostaal N.V. a La Haia, Països Baixos. El 1921 la Gutehoffnungshütte de Oberhausen va adquirir les participacions socials de l'empresa que es dedicava al comerç amb acer. Cinc anys després la Gutehoffnungshütte va adquirir la totalitat de Ferrostaal. L'empresa va començar a expandir-se a l'exterior, particularment a Sud-amèrica. A partir dels anys cinquanta Ferrostaal ven acer a països de tot el món.
Des dels anys seixanta Ferrostaal construeix grans plantes industrials. L'any 2004 l'empresa passa a dir-se MAN Ferrostaal. Energia i combustibles són avui dia importants àrees de creixement. La part majoritària del comerç d'acer és venuda el 2007. En el mateix any MAN Ferrostaal adquireix l'empresa portuguesa Koch. L'empresa alemanya vol créixer en els segments d'energia solar i biocombustibles. L'any 2008 MAN AG de Múnic va signar una declaració d'intencions per a la venda d'un 70 per cent de MAN Ferrostaal a la companyia International Petroleum Investment Company d'Abu Dhabi.
L'empresa està ampliant la seva presència al mercat, per la qual cosa ha signat joint ventures i altres cooperacions amb companyies locals a Índia, Polònia i Estats Units.
Recentment va inaugurar una altra fàbrica a la Xina per produir tractocamions.

### Control per Volkswagen
El juliol de 2011, el grup  Volkswagen AG va adquirir una participació del 53,7% del capital social de MAN SE, amb la intenció de fusionar MAN i Scania per crear el fabricant de camions més gran d'Europa.
A l'abril de 2012, MAN SE va anunciar que Volkswagen havia augmentat la seva participació fins al 71,08% del capital social.

## Empreses del grup MAN

### MAN Nutzfahrzeuge AG

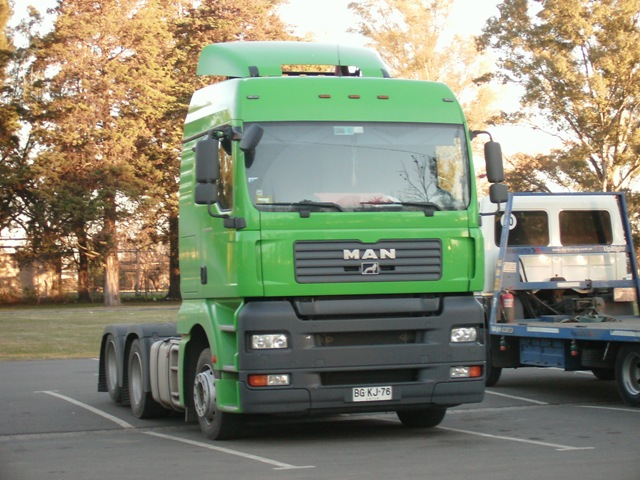
Camió Man TGA 26360.

Representa aproximadament el 50 % del total de vendes. Genera el 88 % de les vendes als mercats europeus.
Produeix vehicles industrials. El seu negoci el generen: camions (61 % de vendes), recanvis i serveis (18 %), autobusos (14 %), motors i components (7 %).

### MAN Diesel SE
Motors diesel de 2 o 4 temps i gasolina: grans motors diésel i marins, motors per a vehicles, aplicacions industrials, ferrocarrils, centrals elèctriques, iots, bucs de passatgers i bucs cisterna, remolcadors i vaixells trencaglaç.

### MAN Turbo AG
Màquinàries turbo: compressors de gasos i turbines per a processos industrials i generació d'energia a nivell mundial per a l'ús en el refinament del cru; a més en la indústria química i petroquímica, gasos industrials, processament de ferro i acer, mineria i processament de generació d'energia.

### MAN Llatinoamèrica
Antiga empresa "Volkswagen Trucks and Buses".

### MAN Ferrostaal AG
És propietària del 30 % de les accions, la resta és propietat d'International Petroleum Investment Company.
Serveis industrials.

### RENK AG
Transmissions mecàniques, equips marítims i industrials, rodaments, acoblaments i mecanica industrial.

### Sinotruk
És propietària del 25 % de les accions (adquirides en 24-7-2009).

## Factories de MAN ES[4]

### MAN Truck & Bus
| Localització | Ciutat          | Empleats |
| ------------ | --------------- | -------- |
| Alemanya     | Múnic           | 7.819    |
| Alemanya     | Nuremberg       | 4.125    |
| Alemanya     | Salzgitter      | 2.243    |
| Alemanya     | Plauen          | 468      |
| Àustria      | Steyr           | 2.228    |
| Àustria      | Viena           | 727      |
| Polònia      | Starachowice    | 1.756    |
| Polònia      | Poznan          | 1.108    |
| Polònia      | Cracovia        | 428      |
| Turquia      | Ankara          | 1.601    |
| Mèxic        | Querétaro       | 106      |
| Brasil       | Resende         | 1.809    |
| Índia        | Pithampur       | 1.054    |
| Sud-àfrica   | Pinetown        | 154      |
| Sud-àfrica   | Olifantsfontein | 111      |

### MAN Dièsel & Turbo
| Localització    | Ciutat        | Empleats |
| --------------- | ------------- | -------- |
| Alemanya        | Augsburg      | 3.232    |
| Alemanya        | Oberhausen    | 1.753    |
| Alemanya        | Hamburg       | 561      |
| Alemanya        | Berlín        | 457      |
| Alemanya        | Deggendorf    | 397      |
| Dinamarca       | Copenhaguen   | 1.285    |
| Dinamarca       | Frederikshavn | 471      |
| França          | Saint-Nazaire | 654      |
| Suïssa          | Zúric         | 869      |
| República Txeca | Velká Bíteš   | 191      |
| Índia           | Aurangabad    | 258      |
| Xina            | Changzhou     | 282      |

### Renk AG
| Localització | Ciutat     | Empleats |
| ------------ | ---------- | -------- |
| Alemanya     | Augsburg   | 940      |
| Alemanya     | Rheine     | 430      |
| Alemanya     | Hannover   | 320      |
| Suïssa       | Winterthur | 95       |

## Productes - divisió MAN Nutzfahrzeuge AG

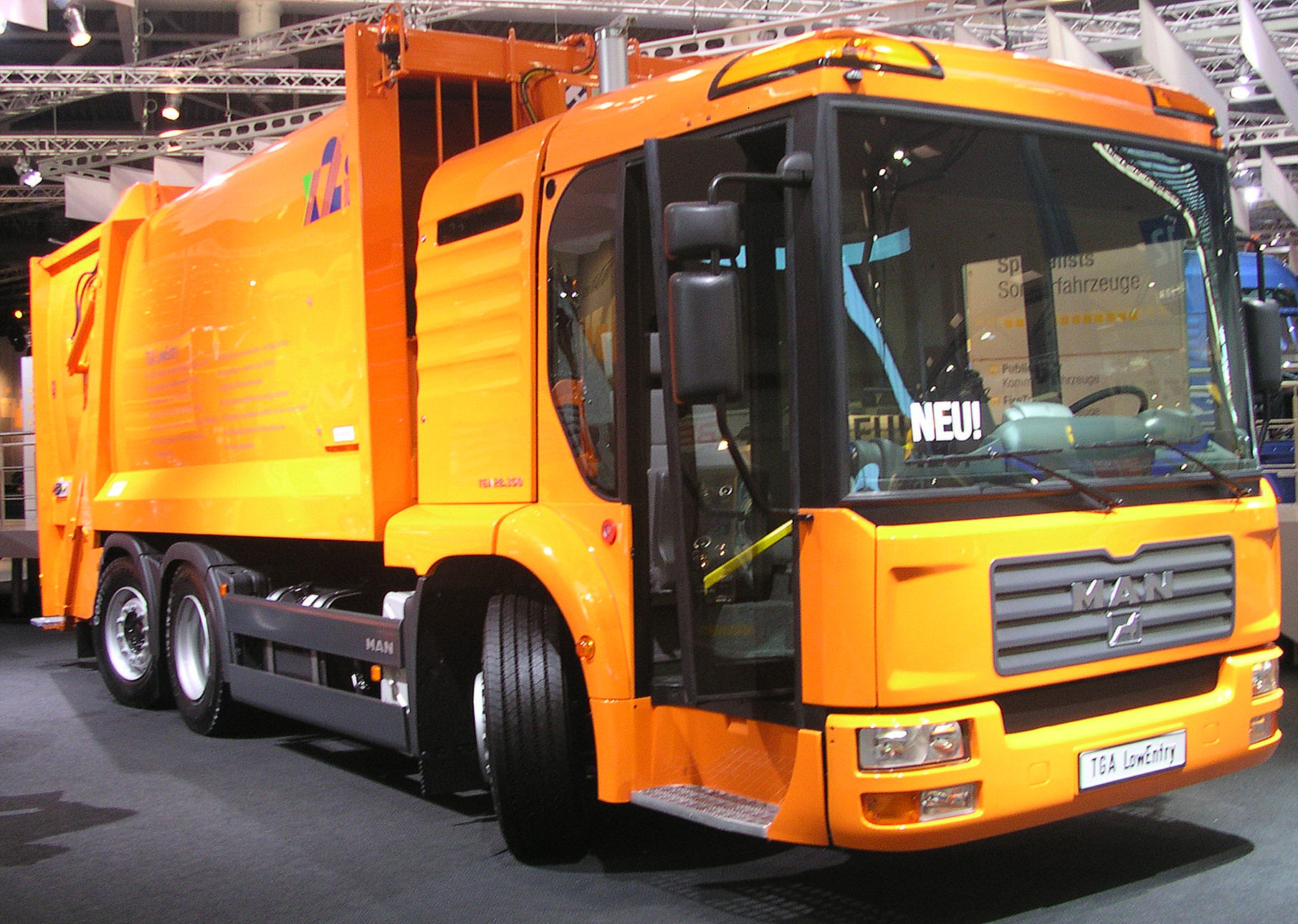
Camió de recol·lecció d'escombraries MAN.

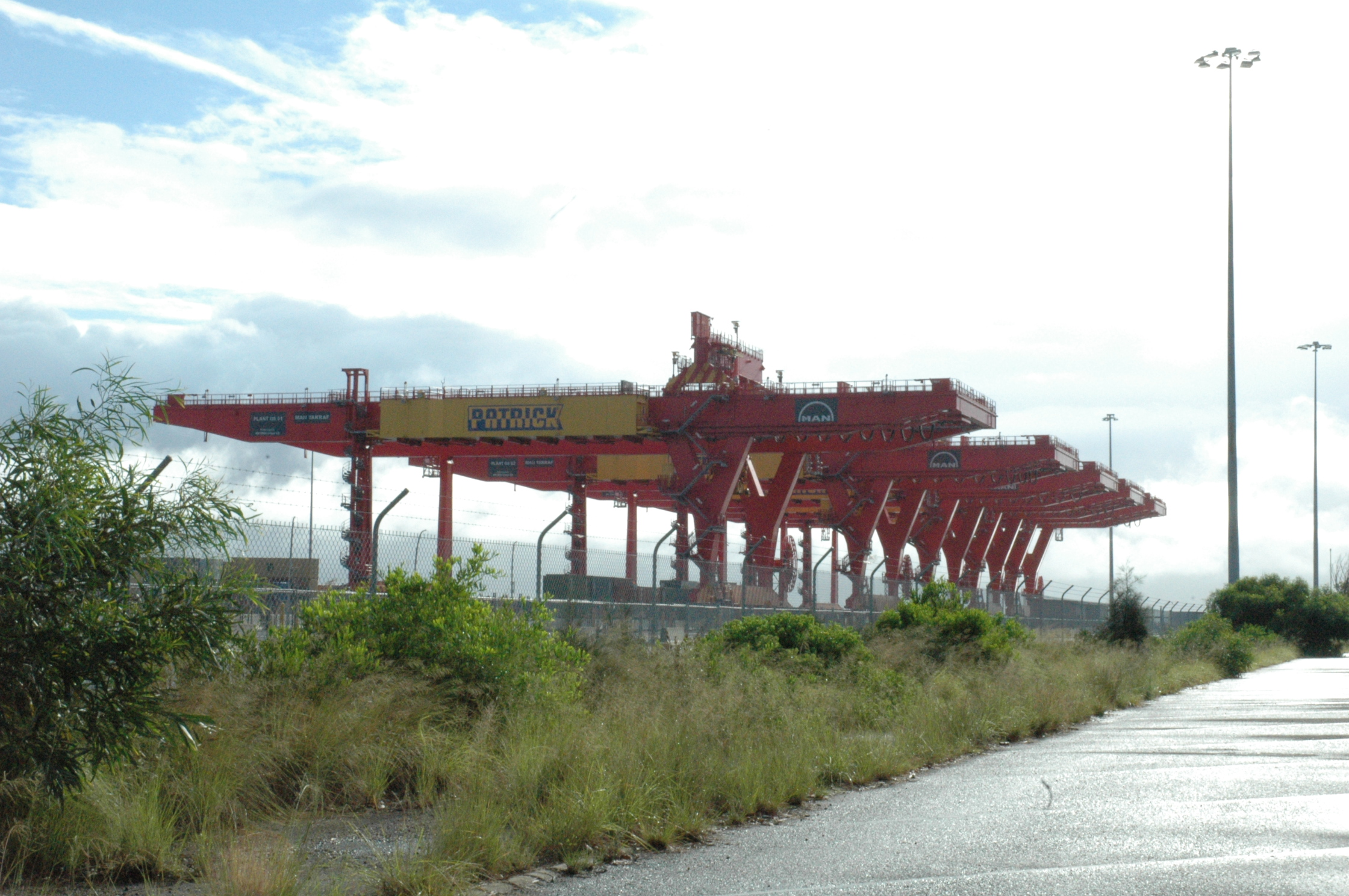
Una grua contenidora MAN AG.

### Camions i vehicles militars
- LI Seriïs
- FE Seriïs
- HX Sèries
- SX Sèries
- TGL Sèries, amb camions híbrids (MAN TGL OPTISTRANG i TGL EDA).
- TGM Sèries
- TGA Sèries
- TGS
- TGX
- ERF
- Hazmat tendir
- Angloco foam tendir
- Command unit
- F2000

### Autobusos
- Lion's City
- Lion's Coach
- Lion's Mex
- Lion's Classic
- Lion's Regi
- Americana city bus
- NM 223/283
- NL/ÜL 313/363 F (LF)
- NL 202/232 (LF)
- NL 223/233/263 (LF)
- NL 262 R
- NL 273 F
- NG 263/313/363 F (LF)
- ND 243 F
- 10.225 FOCL midi coach
- 11.190 HOCL midi (LF)
- 12.220 HOCL
- 14.280 HOCL
- 12.220 HOCL-NL
- 14.220 HOCL-NL
- 16.200
- 18.220/ 260/ 280 HOCL-SL
- 18.220/ 260/ 280/ 310/ 360 HOCL-SÜ
- 18.220/ 240/ 260/ 310 HOCL-NL (LF)
- 18.260/ 310/ 360/ 400/ 410/ 460 HOCL
- 24.310/ 360/ 410/ 460 HOCLN
- 28.310 HGOCL